# Markopoulo Mesogeas
Markopoulo Mesogeas (griechisch Μαρκόπουλο (n. sg.) Μεσογαίας) ist eine Gemeinde im attischen Mittelland, der Mesogia. Sie besteht vor allem aus den beiden Stadtteilen Markopoulo und Porto Rafti, zwei Kleinstädten mit je knapp 10.000 Einwohnern. Sie ist ein Zentrum der attischen Retsina-Produktion.

## Geografie

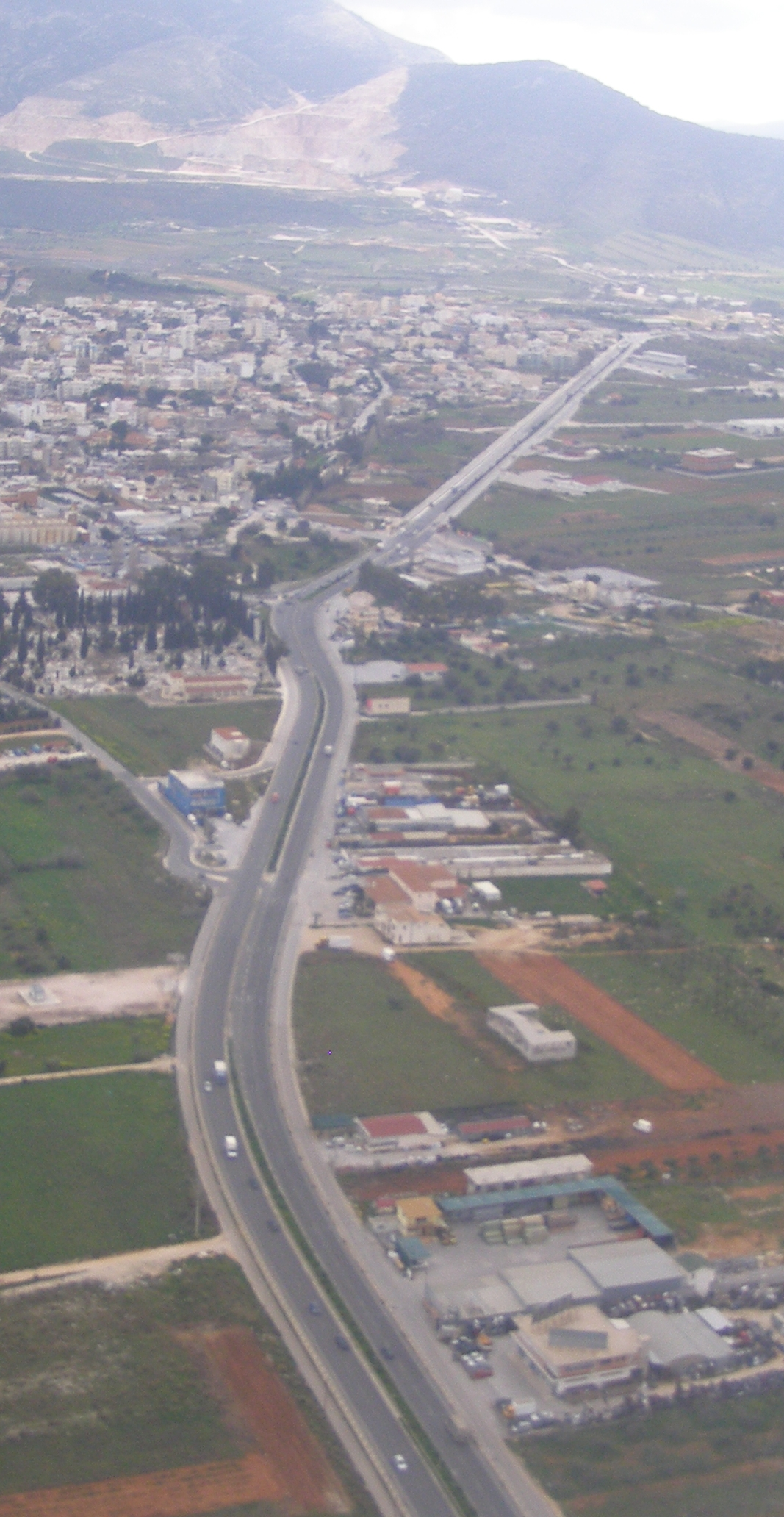
Markopoulo an der Staatsstraße 89

Markopoulo liegt im Süden der schon in der Antike so bezeichneten Landschaft Mesogia (altgriechisch Μεσόγαια Mesogaia ‚Mittelland‘), einer Ebene, deren Zentrum heute vom Flughafen Athen-Eleftherios Venizelos eingenommen wird, an den die Gemeinde südlich angrenzt. Mesogia ist durch den Ymittos von der attischen Westküste abgeschirmt, der nördlich umfahren werden muss, um ins rund 30 km Luftlinie entfernte Zentrum Athens zu gelangen. Die Nachbargemeinden in der Ebene sind (von West nach Ost) Koropi, Peania und Spata-Artemida. Südlich schließt sich das südattische Bergland an, die Merenda (613 m) bildet die höchste Erhebung in der Gemeinde. Westlich der Merenda verengt sich die Ebene in ein Tal, das nach Kalyvia Thorikou und Kouvaras im Gemeindegebiet von Saronikos und weiter nach Keratea in der Gemeinde Lavrio führt, die im Südosten an Markopoulo grenzt. Die Gemeinde durchfließt der am Ymittos entspringende kleine Fluss Erasinos, der nahe der Ausgrabungsstätte von Brauron ein kleines Feuchtgebiet bildet und in die Bucht von Vraona des Petalischen Golfs mündet. Südlich von Brauron schirmen kleine Vorgebirge die Ebene vom Meer ab. Der Perati (306 m) erhebt sich nördlich der Bucht von Porto Rafti. Südwestlich wird sie vom Charvati gerahmt, der Tsourgeli oder Mavrinoro (404 m) bei Kap Mavroneri bildet den südlichen Abschluss. Zum Gemeindegebiet gehören außerdem einige kleine Küsteninseln und im Süden der Bucht von Rafti die Halbinsel Agios Nikolaos.

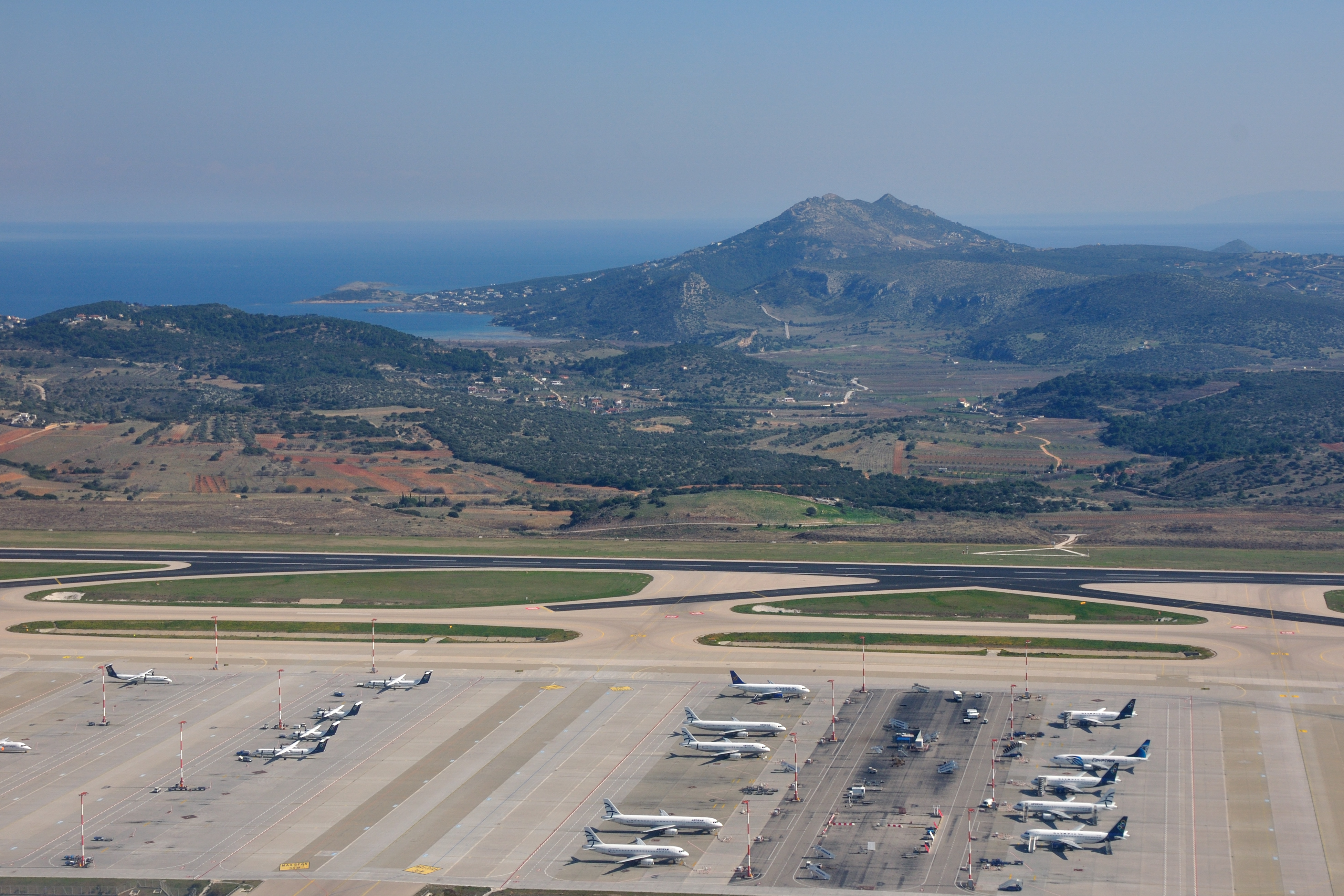
Blick über das Flughafengelände nach Vravrona
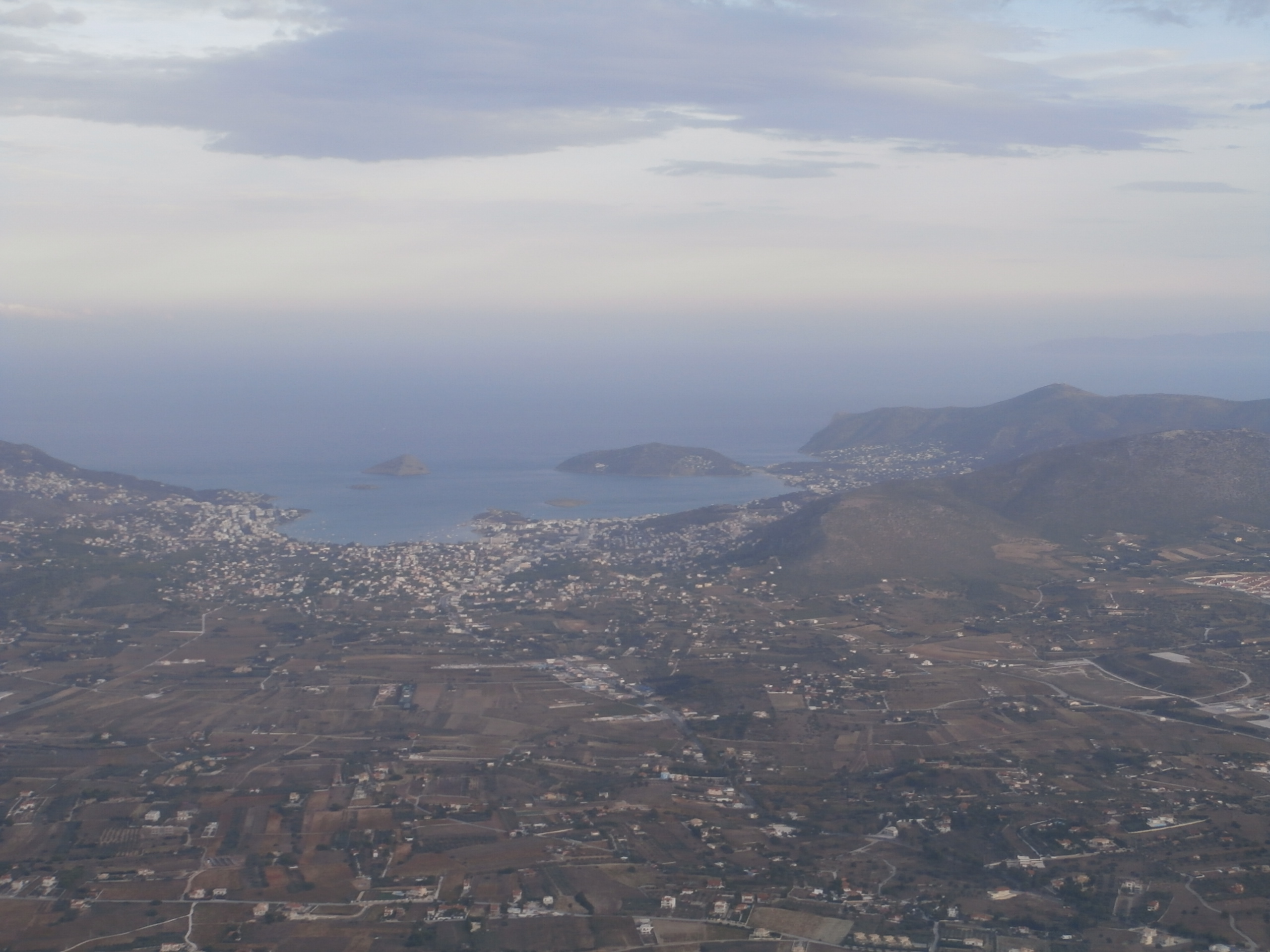
Porto Rafti von Westen
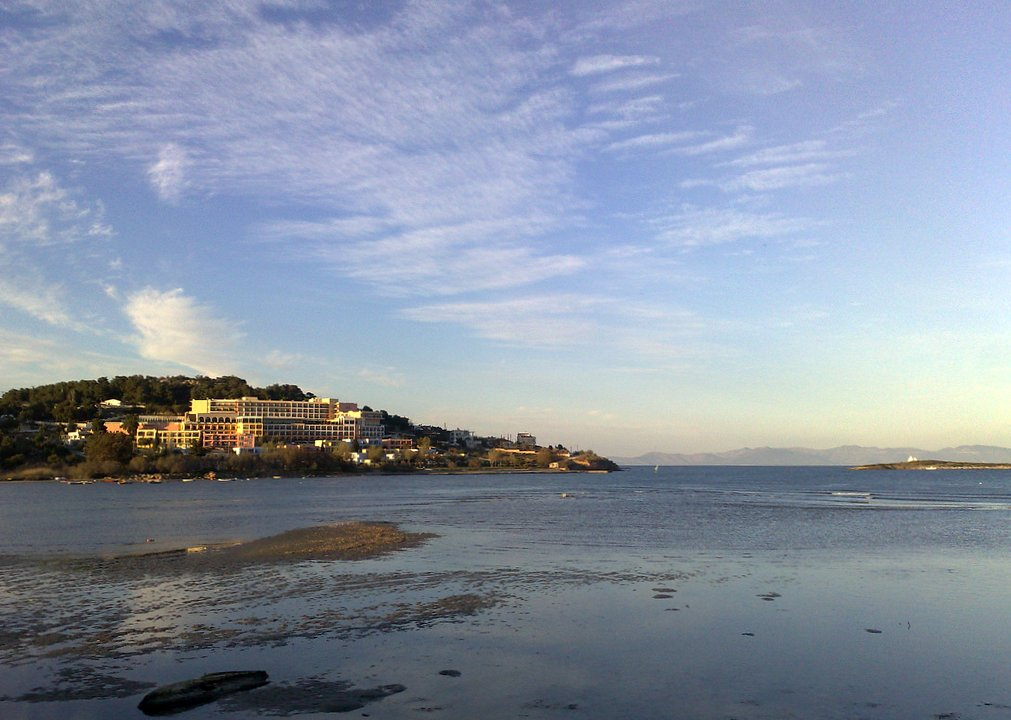
Der Norden der Bucht von Vravrona
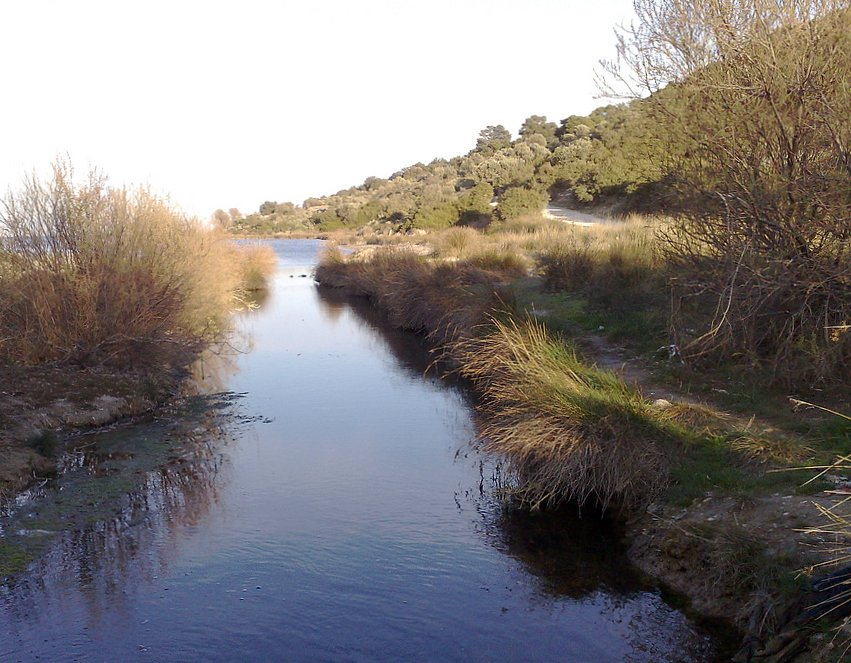
Der Erasinos

### Gliederung
Obwohl sich die Besiedlung der Gemeinde klar in zwei große Stadtteile (und einige Dörfer) teilt, waren diese nie verwaltungstechnisch getrennt; keine der Siedlungen der Gemeinde hat heute einen Status lokaler Selbstverwaltung. Die Einwohnerzahlen der Siedlungen stammen aus dem Ergebnis der Volkszählung 2011.
- Agia Triada (Αγία Τριάδα, 218 Einwohner)
- Chamolia (Χαμολιά, 185 Einwohner)
- Koulidas (Κουλιδάς, 243 Einwohner)
- Limin Markopoulou (Λιμήν Μαρκοπούλου ‚Hafen Markopoulos‘, dies die offizielle Bezeichnung von Porto Rafti, 9.686 Einwohner)
- Markopoulo (Μαρκοπούλου, 9.513 Einwohner)
- Vravrona (Βραυρώνα, 195 Einwohner)

## Geschichte
Archäologische Forschungen beim Bau des Pferdesportzentrums haben steinzeitliche Besiedlung im Gemeindegebiet nachgewiesen. Hier, am Nordrand des Merenda, befand sich in klassischer Zeit auch der attische Demos Myrrhinus (altgriechisch Μυρρινοῦς), nordwestlich davon Angele. In der Bucht von Porto Rafti belegten Ausgrabungen eine kleine Siedlung des 3. Jahrtausends v. Chr. sowie eine große Siedlung der Mykenischen Kultur, deren Hafen mit dem gesamten östlichen Mittelmeer Handel trieb. Auch in historischer Zeit war hier der attische Hafen für den Handel nach Osten und der alternative Zugang Athens zum Meer, immer dann, wenn der Piräus belagert wurde. Die Städte waren Steiria (Στείρια) nördlich der Bucht und Prasiai (Πρασίαι) im Süden. Weiter nördlich an der Küste lagen Philaidai (Φιλαΐδαι) und Brauron, auf der Halbinsel im Süden der Bucht lag Koroni, das kurzzeitig im 3. Jahrhundert v. Chr. als Festung ausgebaut war. Einige bekannte Personen des antiken Attika stammten aus diesen Orten, darunter die Philaiden, Phaidros, Peisistratos und Thrasybulos. 
Nach der Blüte der klassischen griechischen Kultur verfielen diese Städte schon während der Römerzeit zu kleinen, ländlichen Siedlungen, der Niedergang setzte sich in der byzantinischen Epoche fort. Einzig im Gebiet Steirias wurden Beweise für eine größere byzantinische Hafenstadt ergraben, die erst im 12. Jahrhundert durch den allmählichen Zusammenbruch der byzantinischen Seeherrschaft und sich häufende Piratenüberfälle an der Küste ihre Bedeutung verlor. Von der Zeit der Frankenherrschaft und des Herzogtums Athen nach dem Vierten Kreuzzug 1204 zeugen die Burgtürme von Vraona und Liada. Die Jahre unter katalanischer Herrschaft 1311–1385 sind als Terrorherrschaft in Erinnerung geblieben. Die anschließende Herrschaft der Florentiner Familie Acciaiuoli war insofern bedeutsam, als sie es waren, die in Mesogia Arvaniten aus Epirus ansiedelten, namentlich die Sippe eines Giannis Markopoulos, die sich gegen 1420 in das Gebiet kam und das nach dem Patron der Familie benannte Dorf gründete. Tatsächlich erwähnt ein osmanischer Steuerbeleg von 1506 – 1456 war Attika ans Osmanische Reich gefallen – 23 Haushalte in dem betreffenden Ort, von denen die meisten Familien den Namen Markopoulos trugen.

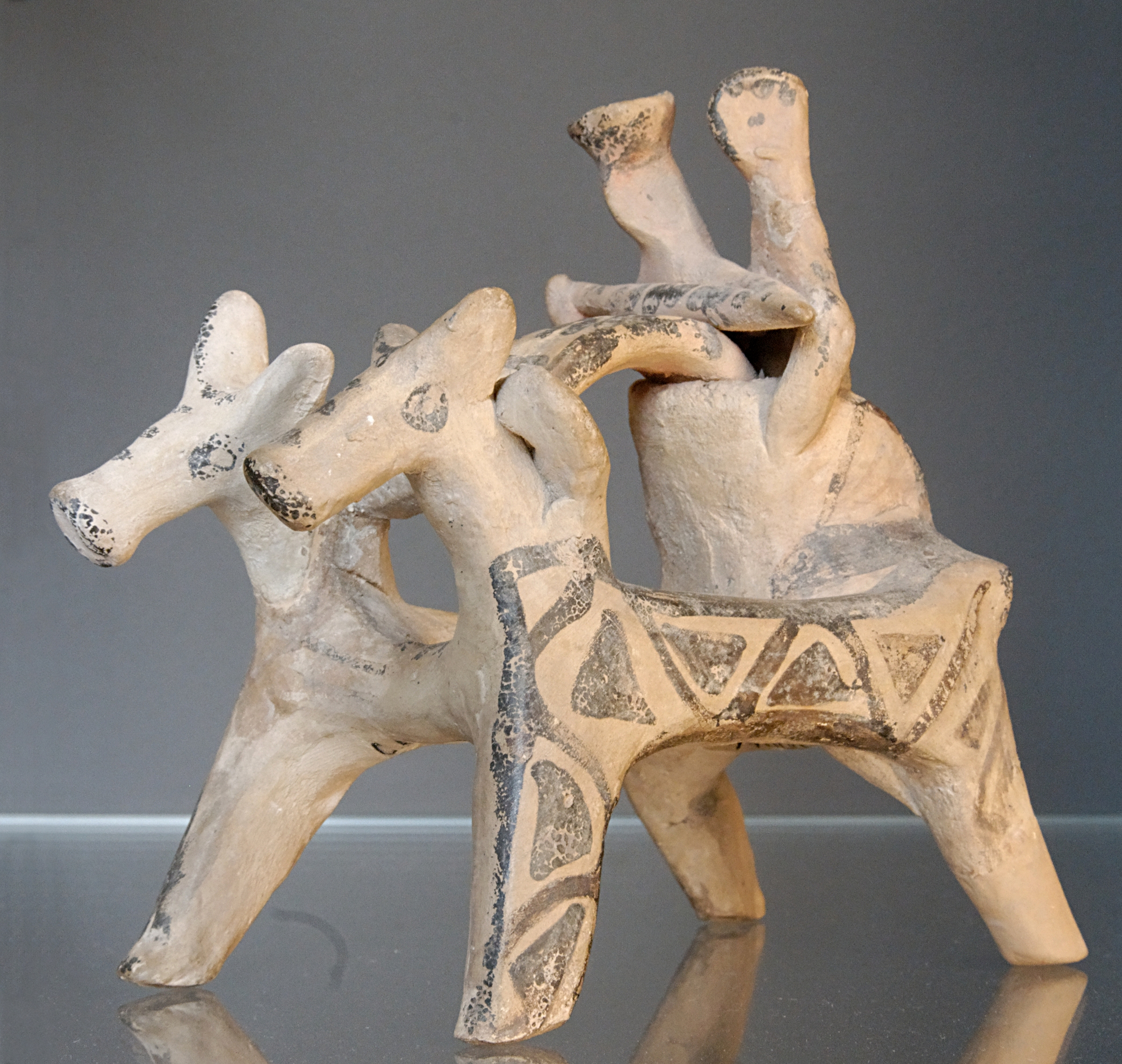
Terracotta aus späthelladischer Zeit
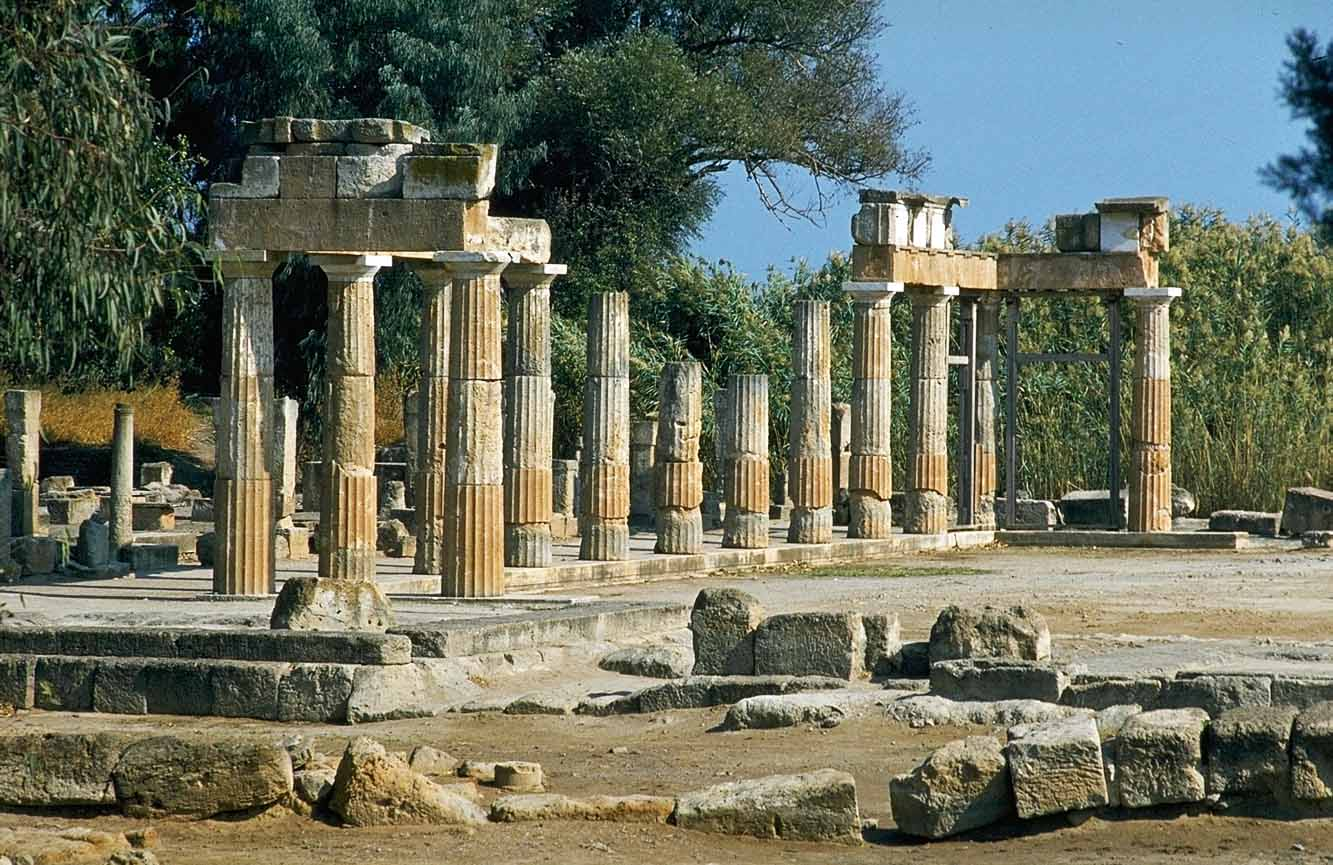
Im Artemisheiligtum von Brauron
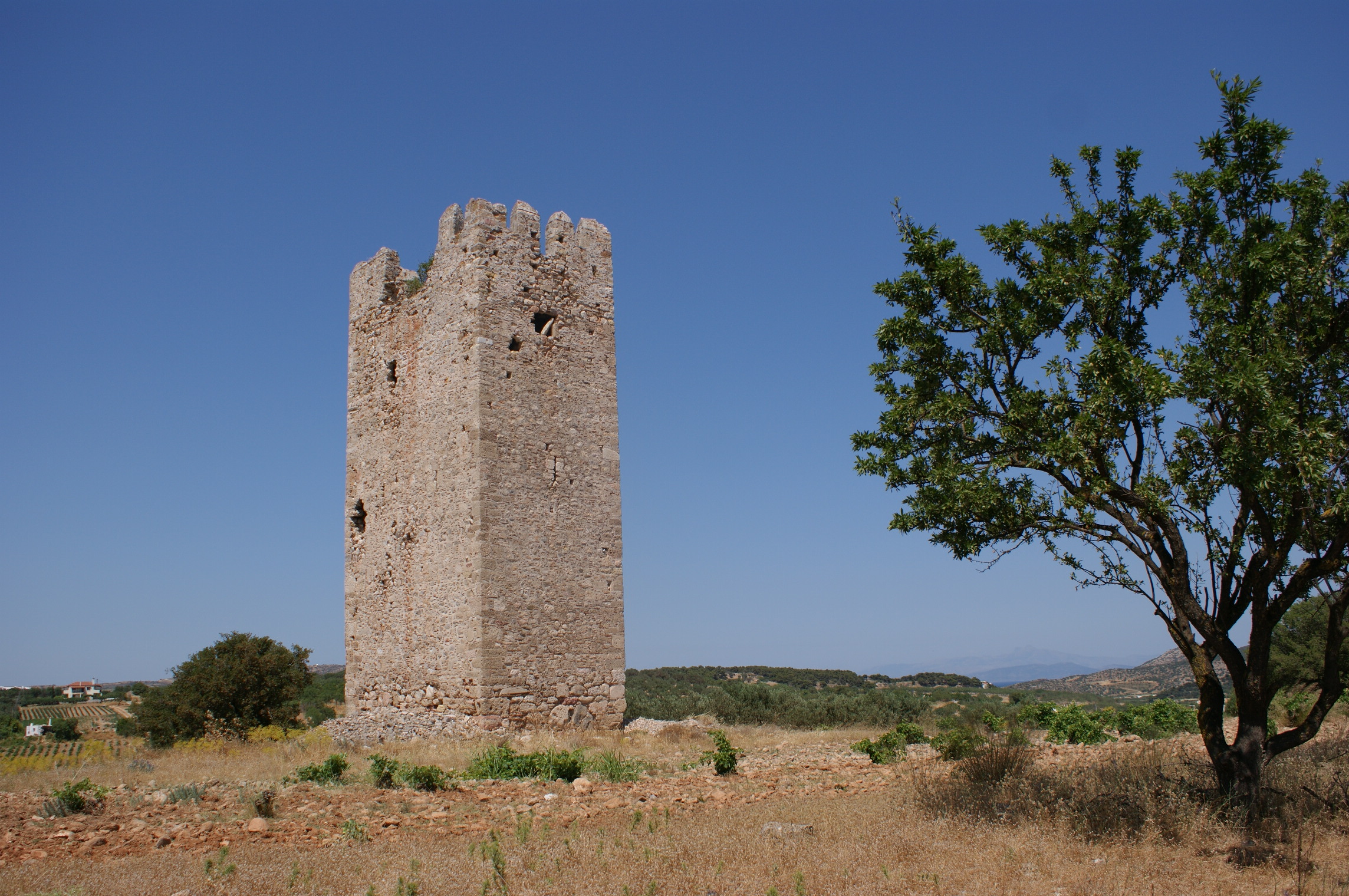
Turm von Vraona

35 Familien aus Markopoulo sind als Teilnehmer an der Griechischen Revolution überliefert. Nach der Gründung des modernen Griechenland wurde 1831 unter dem Namen Kinotiki Epitropi (Κοινοτική Επιτροπή ‚Gemeinschaftsausschuss‘) eine Winzergenossenschaft gegründet, deren Macht in der Gemeinde bis in die 1960er-Jahre der der offiziellen staatlichen Amtsträger ebenbürtig war. 1914 wurde der Markenname MARKO geschaffen, unter dem noch heute produziert wird.
Porto Rafti war zu Beginn des 20. Jahrhunderts ein ruhiger kleiner Fischer- und Hafenort für Obst und Gemüse von den Kykladen für Athen. Nach 1923 stieg seine Bedeutung als Hafen wieder, so wurde zum Beispiel der Tabakhandel aus Kavala ausschließlich über diesen Hafen abgewickelt. Auch seine Bedeutung für die Weinproduktion Markopoulos stieg allmählich. Die Präferenz für Piräus als Athener Hafen und der zwar geplante, aber nie erfolgte Eisenbahnanschluss Porto Raftis an Athen verhinderte aber eine größere Entwicklung der Hafenstadt.
Ab 1835 gehörte Markopoulo zur Gemeinde Arafina, aus der 1840 die Gemeinde Kekropia ausgegliedert wurde, in der ab 1847 Markopoulo als Gemeindesitz fungierte. 1912 wurde es eine eigenständige Landgemeinde, ab 1915 mit dem Zusatz Mesogeas (wohl zur Unterscheidung von Markopoulo Oropou im Norden Ostattikas), 1964 schließlich zur Stadtgemeinde (dimos) hochgestuft.

## Gemeindelogo
Das Gemeindelogo wurde von dem Maler Petros Zoumboulakis entworfen und 2004 offiziell angenommen. Es vereint den Turm von Vraona als Wahrzeichen mit einem Blatt der Weinrebe für die Bedeutung des Weinbaus und einem Pferd für den Pferdesport.

## Kultur und Sehenswürdigkeiten
Das Theatro Saras, ein Freilichttheater mit 1000 Plätzen, wurde aus Ausgleichszahlungen für Enteignungen für den Bau des neuen Athener Flughafens finanziert und ist Teil eines Kulturzentrums, das am Sara-Hügel 2001 errichtet wurde.
Die wichtigste der archäologischen Sehenswürdigkeiten ist die Ruine des Artemis-Heiligtums von Brauron mit angeschlossenem Museum. Reste des antiken Steiria finden sich in Porto Rafti.

## Wirtschaft und Infrastruktur
Dominierender Wirtschaftszweig der Landwirtschaft in Markopoulo ist der Weinbau, neben der alten Genossenschaft MARKO ist hier vor allem der Großwinzer Greek Wine Cellars D. Kourtakis bedeutend, der 1905 seine erste Kellerei in Markopoulo gründete, 1972 seinen Firmensitz in die Stadt verlegte und unter anderem zu den bekannten Retsina-Produzenten zählt.
Für die Olympischen Spiele 2004 wurden zwei Wettkampfstätten in Markopoulo errichtet: Das Pferdesportzentrum Markopoulo ersetzte das bisherige Hippodrom Athens in Paleo Faliro und wird weiterhin für Wettkämpfe benutzt. Das Markopoulo Olympic Shooting Centre, wo die Wettbewerbe im Sportschießen ausgetragen wurden, wird von der griechischen Polizei weiter genutzt.
Durch die Nähe zum Flughafen Athen ist die Gemeinde heute verkehrstechnisch gut vernetzt. Über die griechische A 6 ist die Stadt an das Autobahnnetz angeschlossen. Die 1882 für den Anschluss der Metallminen in Lavrio an Athen errichtete Eisenbahnstrecke verband Markopoulo mit dem Eisenbahnnetz, wurde aber 1957 stillgelegt. Pläne zur Fortführung der Linie 3 der Athener U-Bahn, die derzeit bis Koropi und zum Flughafen geführt ist, soll mittelfristig bis Lavrio ausgebaut werden und würde die alte Strecke wiederbeleben.